# Reator D1G
O reator D1G foi um protótipo de reator naval projetado para a Marinha dos Estados Unidos para fornecer geração de eletricidade e propulsão em navios de guerra. D1G significa:
- D = Reator utilizado em Destroyer (contratorpedeiro)
- 1 = Primeira geração de reator projetado pelo contratante
- G = General Electric, a designer

Este protótipo de reator nuclear foi construída para o Escritório de Reatores Navais do Departamento de Energia dos Estados Unidos como parte do Programa de Propulsão Naval Nuclear. O reator foi construído pela General Electric e operado pelo Laboratório de Energia Atômica de Knolls na Instalação de Operação Kesselringe em West Milton, Nova York.. Ele foi utilizado para testar componentes e como uma ferramenta de treinamento para a Unidade de Treinamento de Energia Nuclear. O reator operou de 1962 a 1996, quando foi suas operações foram encerradas em março desse ano. Mais tarde teve o seu combustível físsil retirado e o vaso de pressão finalmente removido em 2002..
A estrutura de contenção — que abrigava os sistemas primário (reator nuclear) e secundário (a planta de vapor)  — é conhecido como o "DIG-ball", devido à sua forma original: uma esfera Horton. A esfera foi originalmente construído pela Chicago Bridge and Iron Works para abrigar o reator refrigerado por metal líquido do USS Seawolf (SSN-575), com a cúpula projetada para conter uma explosão de sódio líquido.